# Rosnay (Vendée)
Rosnay település Franciaországban, Vendée megyében. Lakosainak száma 664 fő (2022. január 1.). Rosnay La Bretonnière-la-Claye, Le Champ-Saint-Père, Château-Guibert, La Couture, Mareuil-sur-Lay-Dissais, Le Tablier és Rives de l’Yon községekkel határos.

## Népesség
A település népessége az elmúlt években az alábbi módon változott:
| Lakosok száma | 588  | 610  | 636  | 627  | 639  | 645  | 652  | 660  | 664  |
|               | 2013 | 2015 | 2016 | 2017 | 2018 | 2019 | 2020 | 2021 | 2022 |